# Acacia sieberiana
Acacia sieberiana är en ärtväxtart som beskrevs av Dc. Acacia sieberiana ingår i släktet akacior, och familjen ärtväxter. Utöver nominatformen finns också underarten A. s. woodii.

## Bildgalleri

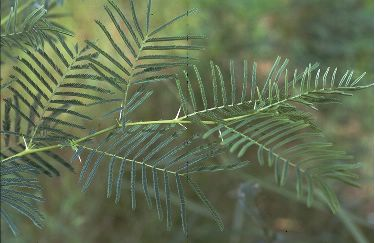
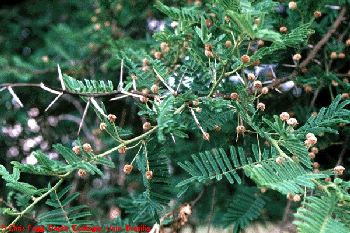
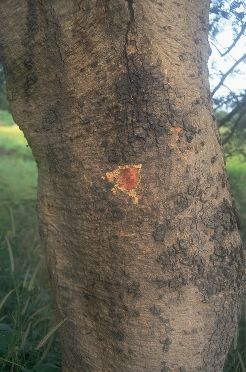
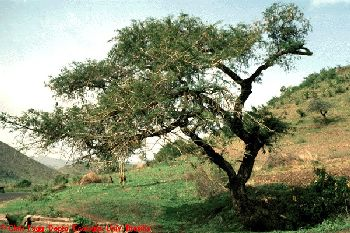
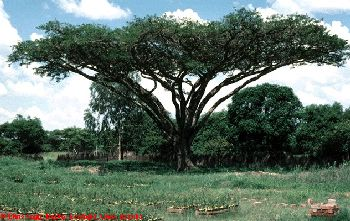
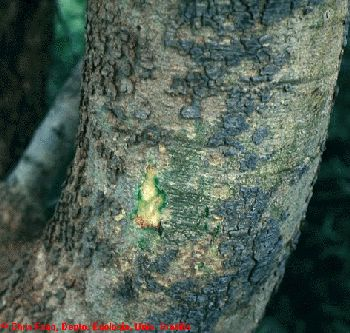